# Hernandia nukuhivensis
Hernandia nukuhivensis är en tvåhjärtbladig växtart som beskrevs av F. Brown. Hernandia nukuhivensis ingår i släktet Hernandia och familjen Hernandiaceae. Inga underarter finns listade i Catalogue of Life.